# 장마리 르펜
장마리 르펜(프랑스어: Jean-Marie Le Pen, 프랑스어 발음: [ʒɑ̃maʁi lə pɛn])으로도 불린 장 루이 마리 르 펜(프랑스어: Jean Louis Marie Le Pen, 1928년 6월 20일~2025년 1월 7일)은 프랑스의 극우 성향 정치인이다. 국민전선의 창립자였으며 1972년부터 2011년까지 국민전선의 총재를, 2011년부터 2015년까지 국민전선의 명예 총재를 역임했다.
그는 프랑스 대통령 선거에 2002년을 포함해서 5번 출마했다. 특히 2002년에는 1차투표에서 2위를 차지하면서, 현직 총리였던 프랑스사회당의 리오넬 조스팽을 3위로 밀어내고 결선투표에 진출했다. 이런 결과에 분노한 많은 프랑스인들이 반 르펜 시위를 벌였고, 결선 투표에선 자크 시라크에게 참패하였다.
르펜은 2007년 프랑스 대통령 선거에 다시 참여했으며 4위의 득표를 얻었다. 그의 2007년 선거 운동은, 그를 가장 늙은 프랑스 대통령궁의 주인으로 만들자는 것이었고. 그때 그의 나이는 80세였다.
르펜은 프랑스로의 이민, 유럽 연합, 전통 문화, 법과 질서, 그리고 프랑스의 높은 실업률에 관심이 있다. 그는 이민 제한을 주장하며 사형 찬성론자이고 주부들에 대한 보상을 높이자고 주장하는 유럽회의주의자이다.
막내딸인 변호사 마린 르펜이 그의 뒤를 이어 국민전선의 총재를 맡고 있다.

## 역대 선거 결과
| 선거명      | 직책명                                   | 대수 | 정당                       | 1차 득표율 | 1차 득표수  | 2차 득표율 | 2차 득표수  | 결과         | 당락                                 |
| ----------- | ---------------------------------------- | ---- | -------------------------- | ---------- | ----------- | ---------- | ----------- | ------------ | ------------------------------------ |
| 1956년 선거 | 하원의원 (센 제1선거구)                  | 3대  | 프랑스 협회연합            | 7.8%       | 35,748표    |            |             | 1위          | 센 주 하원의원 당선                  |
| 1958년 선거 | 하원의원 (센 제3선거구)                  | 1대  | 소상공인과 농민의 국민중심 | 24.14%     | 11,711표    | 45.17%     | 21,556표    | 1위          | 센 주 하원의원 당선                  |
| 1962년 선거 | 하원의원 (센 제3선거구)                  | 2대  | 소상공인과 농민의 국민중심 | 14.24%     | 6,909표     |            |             | 3위          | 낙선                                 |
| 1968년 선거 | 하원의원 (파리 제3선거구)                | 4대  | 무소속                     | 5.24%      | 1,947표     |            |             | 6위          | 낙선                                 |
| 1973년 선거 | 하원의원 (파리 제15선거구)               | 5대  | 국민전선                   | 5.22%      | 1,974표     |            |             | 8위          | 낙선                                 |
| 1974년 선거 | 대통령                                   | 20대 | 국민전선                   | 0.75%      | 190,921표   |            |             | 7위          | 낙선                                 |
| 1978년 선거 | 하원의원 (파리 제5선거구)                | 6대  | 국민전선                   | 6.59%      | 2,202표     |            |             | 3위          | 낙선                                 |
| 1981년 선거 | 대통령                                   | 21대 | 국민전선                   |            |             |            |             |              | 없음                                 |
| 1981년 선거 | 하원의원 (파리 제5선거구)                | 7대  | 국민전선                   | 4.38%      | 978표       |            |             | 4위          | 낙선                                 |
| 1983년 선거 | 하원의원 (모르비앙 제2선거구)            | 7대  | 국민전선                   | 12.0%      | -표         |            |             | -위          | 낙선                                 |
| 1984년 선거 | 유럽의원 (프랑스 선거구)                 | 2대  | 국민전선                   | 10.95%     | 2,210,334표 |            |             | 비례대표 1번 | 프랑스 유럽의원 당선                 |
| 1986년 선거 | 하원의원 (파리 선거구)                   | 8대  | 국민전선                   | 10.99%     | 100,933표   |            |             | 1위          | 파리 주 하원의원 당선                |
| 1986년 선거 | 지방의원 (일드프랑스 선거구)             | 1대  | 국민전선                   | 11.46%     | 503,082표   |            |             | 비례대표 4번 | 일드프랑스 지방의원 당선             |
| 1988년 선거 | 대통령                                   | 21대 | 국민전선                   | 14.39%     | 4,375,894표 |            |             | 4위          | 낙선                                 |
| 1988년 선거 | 하원의원 (부슈뒤론 제8선거구)            | 9대  | 국민전선                   | 32.83%     | 13,213표    | 43.57%     | 19,185표    | 2위          | 낙선                                 |
| 1989년 선거 | 유럽의원 (프랑스 선거구)                 | 3대  | 국민전선                   | 11.73%     | 2,129,668표 |            |             | 비례대표 1번 | 프랑스 유럽의원 당선                 |
| 1992년 선거 | 지방의원 (프로방스알프코트다쥐르 선거구) | 2대  | 국민전선                   | 23.45%     | 445,237표   |            |             | 비례대표 2번 | 프로방스알프코트다쥐르 지방의원 당선 |
| 1993년 선거 | 하원의원 (알프마리팀 제3선거구)          | 10대 | 국민전선                   | 27.49%     | 12,602표    | 42.06%     | 17,458표    | 2위          | 낙선                                 |
| 1994년 선거 | 유럽의원 (프랑스 선거구)                 | 4대  | 국민전선                   | 10.52%     | 2,050,086표 |            |             | 비례대표 1번 | 프랑스 유럽의원 당선                 |
| 1995년 선거 | 대통령                                   | 22대 | 국민전선                   | 15.00%     | 4,570,838표 |            |             | 4위          | 낙선                                 |
| 1998년 선거 | 지방의원 (프로방스알프코트다쥐르 선거구) | 3대  | 국민전선                   | 26.52%     | 432,514표   |            |             | 비례대표 2번 | 프로방스알프코트다쥐르 지방의원 당선 |
| 1999년 선거 | 유럽의원 (프랑스 선거구)                 | 5대  | 국민전선                   | 5.70%      | 1,005,285표 |            |             | 비례대표 1번 | 프랑스 유럽의원 당선                 |
| 2002년 선거 | 대통령                                   | 22대 | 국민전선                   | 16.86%     | 4,804,713표 | 17.79%     | 5,525,032표 | 2위          | 낙선                                 |
| 2004년 선거 | 유럽의원 (남부프랑스 선거구)             | 6대  | 국민전선                   | 12.18%     | 336,899표   |            |             | 비례대표 1번 | 남부프랑스 유럽의원 당선             |
| 2007년 선거 | 대통령                                   | 23대 | 국민전선                   | 10.44%     | 3,834,530표 |            |             | 4위          | 낙선                                 |
| 2009년 선거 | 유럽의원 (남부프랑스 선거구)             | 7대  | 국민전선                   | 8.49%      | 249,695표   |            |             | 비례대표 1번 | 남부프랑스 유럽의원 당선             |
| 2010년 선거 | 지방의원 (프로방스알프코트다쥐르 선거구) | 5대  | 국민전선                   | 22.01%     | 67,916표    | 23.85%     | 86,144표    | 비례대표 3번 | 프로방스알프코트다쥐르 지방의원 당선 |
| 2014년 선거 | 유럽의원 (남부프랑스 선거구)             | 8대  | 국민전선                   | 28.18%     | 935,182표   |            |             | 비례대표 1번 | 남부프랑스 유럽의원 당선             |

## 참고 자료
- Le Pen on Al Jazeera English's Riz Khan show
- Official 2007 Campaign site
- FYI France, "The Front National" (extensive bibliography, works in English, French, etc.) 보관됨 2008-07-20 - 웨이백 머신
- (프랑스어) Jean-Marie Le Pen, biography and the French election in 2002 in French
- Jean Marie Le Pen - Blog
- 2002 interview with Le Pen
- Jews for Le Pen 보관됨 2009-04-17 - 웨이백 머신